# Takuya Iwata
Takuya Iwata (22 de abril de 1983 en Aichi, Japón) es un futbolista japonés que juega como lateral izquierdo en el Auckland City de la ASB Premiership.

## Trayectoria

### Japón
Iwata comenzó su carrera en el fútbol con la escuela secundaria Gifu Technical High School entre 1999 y 2001. Luego se fue a estudiar a la universidad de Hamamatsu, donde también jugó para el equipo de fútbol entre 2002 y 2005. En 2006, Iwata comenzó a jugar en el FC Gifu. Al final de la temporada fue transferido al equipo B del club, en el que jugó entre 2007 y 2009.

### Australia
En 2010 viajó a Australia para incorporarse al Edge Hill United de Cairns para disputar la Queensland Premier League. Jugó allí hasta el 2011 donde fue parte del equipo que ganó la Queensland Premier League 2011, la Copa Matsuda 2011, y fue nombrado el MVP del club. En 2012 se fue al Far North Queensland Bulls FC de la misma liga de Queensland. Antes del final de la temporada fue transferido nuevamente.

### Nueva Zelanda

#### Central United
En 2012, fue transferido al Central United de la Northern League de Nueva Zelanda. En agosto ganó la Copa Chatham 2012 ante el Lower Hutt City donde ganaron por 6-1.

#### Auckland City
A partir de octubre de 2012, Iwata comenzó a jugar en el Auckland City Football Club. En Auckland fue parte del plantel que logró la medalla de bronce en la Copa Mundial de Clubes de la FIFA de 2014.

## Clubes
| Club                        | País          | Año             |
| --------------------------- | ------------- | --------------- |
| FC Gifu                     | Japón         | 2006            |
| FC Gifu B                   | Japón         | 2007 - 2009     |
| Edge Hill United            | Australia     | 2010 - 2011     |
| Far North Queensland FC     | Australia     | 2012            |
| Central United              | Nueva Zelanda | 2012            |
| Auckland City Football Club | Nueva Zelanda | 2012 - Presente |

## Estadísticas
Actualizado hasta el 9 de marzo de 2019
| Club | Div.                | Temporada           | Liga | Liga | Liga | Copas Nacionales(1) | Copas Nacionales(1) | Copas Nacionales(1) | Copas Internacionales(2) | Copas Internacionales(2) | Copas Internacionales(2) | Total | Total | Total |
| Club | Div.                | Temporada           | PJ   | G    | A    | PJ                  | G                   | A                   | PJ                       | G                        | A                        | PJ    | G     | A     |
| --- | ------------------- | ------------------- | ---- | ---- | ---- | ------------------- | ------------------- | ------------------- | ------------------------ | ------------------------ | ------------------------ | ----- | ----- | ----- |
| Auckland City Nueva Zelanda                                                                                                   | 1.ª                 | 2012/13             | 9    | 0    | 1    | 1                   | 0                   | 0                   | 7                        | 0                        | 5                        | 17    | 0     | 6     |
| Auckland City Nueva Zelanda                                                                                                   | 1.ª                 | 2013/14             | 13   | 2    | 2    | 1                   | 0                   | 0                   | 7                        | 0                        | 0                        | 21    | 2     | 2     |
| Auckland City Nueva Zelanda                                                                                                   | 1.ª                 | 2014/15             | 17   | 0    | 2    | 1                   | 0                   | 0                   | 11                       | 1                        | 0                        | 29    | 1     | 2     |
| Auckland City Nueva Zelanda                                                                                                   | 1.ª                 | 2015/16             | 12   | 0    | 2    | 1                   | 0                   | 0                   | 6                        | 0                        | 2                        | 19    | 0     | 4     |
| Auckland City Nueva Zelanda                                                                                                   | 1.ª                 | 2016/17             | 8    | 0    | 1    | 0                   | 0                   | 0                   | 7                        | 0                        | 0                        | 15    | 0     | 1     |
| Auckland City Nueva Zelanda                                                                                                   | 1.ª                 | 2017/18             | 15   | 0    | 3    | 0                   | 0                   | 0                   | 1                        | 0                        | 0                        | 16    | 0     | 3     |
| Auckland City Nueva Zelanda                                                                                                   | 1.ª                 | 2018/19             | 7    | 0    | 0    | 0                   | 0                   | 0                   | 0                        | 0                        | 0                        | 7     | 0     | 0     |
| Total | Total               | Total               | 81   | 2    | 11   | 4                   | 0                   | 0                   | 39                       | 1                        | 7                        | 124   | 3     | 18    |
| Total en su carrera | Total en su carrera | Total en su carrera | 81   | 2    | 11   | 4                   | 0                   | 0                   | 39                       | 1                        | 7                        | 124   | 3     | 18    |
| (1)Incluye Charity Cup (2)Incluye Liga de Campeones de la OFC, Copa Presidente de la OFC y Copa Mundial de Clubes de la FIFA. |                     |                     |      |      |      |                     |                     |                     |                          |                          |                          |       |       |       |

## Palmarés

### Campeonatos nacionales
| Título                    | Club             | País          | Año     |
| ------------------------- | ---------------- | ------------- | ------- |
| Queensland Premier League | Edge Hill United | Australia     | 2011    |
| Matsuda Cup               | Edge Hill United | Australia     | 2011    |
| Copa Chatham              | Central United   | Nueva Zelanda | 2012    |
| Charity Cup               | Auckland City    | Nueva Zelanda | 2013    |
| ASB Premiership           | Auckland City    | Nueva Zelanda | 2013-14 |
| ASB Premiership           | Auckland City    | Nueva Zelanda | 2014-15 |
| Charity Cup               | Auckland City    | Nueva Zelanda | 2015    |

### Campeonatos internacionales
| Título            | Club          | País          | Año  |
| ----------------- | ------------- | ------------- | ---- |
| Liga de Campeones | Auckland City | Nueva Zelanda | 2013 |
| Liga de Campeones | Auckland City | Nueva Zelanda | 2014 |
| Liga de Campeones | Auckland City | Nueva Zelanda | 2015 |
| Liga de Campeones | Auckland City | Nueva Zelanda | 2016 |

#### Campeonatos amistosos
| Título              | Club          | País          | Año  |
| ------------------- | ------------- | ------------- | ---- |
| Copa Presidente OFC | Auckland City | Nueva Zelanda | 2014 |

### Distinciones individuales
| Distinción                                 | Año  |
| ------------------------------------------ | ---- |
| Jugador del año del Edge Hill United       | 2011 |
| Jugador del mes de mayo del Central United | 2012 |
| Deportista del año del Auckland City       | 2013 |
| Deportista del año del Auckland City       | 2014 |